# Lepadichthys erythraeus
Lepadichthys erythraeus är en fiskart som beskrevs av Briggs och Link, 1963. Lepadichthys erythraeus ingår i släktet Lepadichthys och familjen dubbelsugarfiskar. Inga underarter finns listade i Catalogue of Life.